# سیارک ۳۷۶۷
سیارک ۳۷۶۷ (به انگلیسی: 3767 DiMaggio، نامگذاری:1986LC) سه هزار و هفتصد و شصت و هفتمین سیارک کشف شده‌است که در ۳ ژوئن ۱۹۸۶ کشف شد.
قدر مطلق سیارک برابر ۱۱٫۶۰ است.